# Pedro Carvalho (acteur)
Pour les articles homonymes, voir Pedro Carvalho.
Pedro Carvalho (né le 15 juillet 1985 à Guarda) est un mannequin et acteur portugais.

## Filmographie
- 2004 : Baía das Mulheres
- 2005 : Mistura Fina
- 2006 : O Diário de Sofia
- 2007 : Tu e Eu : Jonas
- 2007 : Morangos com Açúcar : Ricardo Carvalho
- 2008 : A Outra : Francisco Gama (Kiko)
- 2009 : Flor do Mar : Joel Sousa Nicolau
- 2009 : 37 : Jorge
- 2010 : Mar de Paixão : Alexandre Veloso
- 2011 : Remédio Santo : Ângelo
- 2014 : O Beijo do Escorpião : Paulo Furtado de Macieira
- 2016 : Massa Fresca : Artur Faria
- 2016 : Escrava Mãe : Miguel Sales
- 2017 : Ouro Verde : Tomás Ferreira da Fonseca
- 2017 : O Outro Lado do Paraíso : Amaro Antunes

## Récompenses
- Troféus TV 7 Dias 2011 : meilleur acteur de telenovela